# Yes, Giorgio
Pour plus de détails, voir Fiche technique et Distribution.
Yes, Giorgio est un film américain réalisé par Franklin J. Schaffner, sorti en 1982 mettant en scène Luciano Pavarotti.

## Synopsis
Un célèbre chanteur d'opéra, Giorgio Fini, perd sa voix durant une tournée aux États-Unis. Il va alors voir une spécialiste, Pamela Taylor dont il tombe amoureux...

## Fiche technique
- Titre : Yes, Giorgio
- Réalisation : Franklin J. Schaffner
- Scénario : Norman Steinberg (en) d'après le roman d'Anne Piper
- Production : Alain Bernheim, Herbert H. Breslin et Peter Fetterman
- Société de production : Metro-Goldwyn-Mayer
- Musique : Michael J. Lewis
- Photographie : Fred J. Koenekamp
- Montage : Michael F. Anderson
- Pays d'origine : États-Unis
- Format : Couleurs - Dolby
- Genre : Musical, comédie
- Durée : 110 minutes
- Date de sortie : 1982

## Distribution
- Luciano Pavarotti : Giorgio Fini
- Kathryn Harrold : Pamela Taylor
- Eddie Albert : Henry Pollack
- Paola Borboni : Sœur Theresa
- James Hong : Kwan
- Joseph Mascolo : Dominic Giordano
- Paul Valentine : Timur
- Patrick Cranshaw : Homme à Gurney

## Récompenses et distinctions
- nommé pour l'Oscar de la meilleure chanson originale.